# Swiftia koreni
Swiftia koreni is een zachte koraalsoort uit de familie Plexauridae. De koraalsoort komt uit het geslacht Swiftia. Swiftia koreni werd in 1889 voor het eerst wetenschappelijk beschreven door Studer. 